# Kanadski galeb
Kanadski galeb (lat. Larus californicus) je galeb srednje veličine, u prosjeku manji od od američkog srebrnastog galeba (L. smithsonianus), ali veći u prosjeku od prstenokljunog galeba, iako se raspon veličine preklapa s obje spomenute vrste. 

## Opis
Odrasle ptice su po izgledu slični Larus smithsonianus, ali imaju manji žuti kljun s crnim prstenom, žute noge, smeđe oči i zaobljeniju glavu. Tijelo je uglavnom bijelo sa sivim leđima i gornjom stranom krila. Imaju crno primarno perje s bijelim vrhovima. Mlade ptice također su izgledom slične mladim galebovima Larus smithsonianus, s perjem više smeđim od mladih prstenokljunih galebova. Duljina se može kretati od 46 to 55 cm, a raspon krila od 122 do 137 cm. Telesna masa može varirati od 430 to 1045 grama.

## Rasprostranjenost i stanište
Njihovo područje razmnožavanja su jezera i močvare u unutrašnjosti zapadne Sjeverne Amerike od sjeverozapadnih teritorija, Kanade, južno do istočne Kalifornije i Kolorada. Gnijezde se u kolonijama, ponekad zajedno s drugim pticama. Gnijezdo im je plitko udubljenje na tlu obloženo raslinjem i perjem. Ženka obično snese 2 ili 3 jaja. Oba roditelja naizmjence hrane svoje piliće. 
Oni su selice, većina se zimi seli na pacifičku obalu., te se tek tada ta ptica češće viđa u zapadnoj Kaliforniji, po čemu je dobila ime.

## Ponašanje
Hrane se u letu ili podižu predmete dok plivaju ili šetaju. Uglavnom jedu kukce, ribu i jaja drugih ptica. Oportunističke su hranilice, pa se mogu naći i na odlagalištima smeća, u marinama i na pristaništima. Često mole za hranu na javnim plažama, parkovima i drugim mjestima gdje su ih ljudi voljni hraniti. Mogu pratiti ribarske čamce u potrazi za ribom ili traktore na poljima u potrazi za za kukcima koji bježe pred traktorom. 

## Državna ptica
Ovo je državna ptica u Utahu, zapamćena po pomaganju doseljenicima Mormonima u suzbijanju pošasti mormonskih cvrčaka. Spomenik u Salt Lake Cityju obilježava ovaj događaj, poznat kao čudo galebova.

## Podvrste
Priznate su dvije podvrste, nominalna od Velikog bazena do središnje Montane i Wyominga, i nešto veća, bljeđa L. c. albertaensis sjevernije rasprostranjene, od Velikog ropskog jezera do Velike ravnice zapadne Manitobe i Južne Dakote. Iako se ove podvrste ne mogu dobro razlikovati varijacijama aloenzima mtDNA-a, mala genetska divergencija može se objasniti razdvajanjem tijekom pleistocena i ponovnim kontaktom u Montani tijekom novijeg doba.

## Status u Kaliforniji
U Kaliforniji je kanadski galeb nedavno držao zaštićeni status kalifornijskih vrsta od posebnog značaja zbog pada broja u njihovoj povijesnoj kalifornijskoj koloniji za uzgoj na jezeru Mono. Međutim, posljednjih desetljeća ova se vrsta počela razmnožavati u južnom dijelu zaljeva San Francisco, gdje se u prošlosti nije razmnožavala, i doživjela je eksponencijalni rast populacije. Ovi kanadski galebovi sada nastanjuju velike, udaljene ribnjake i nasipe za proizvodnju soli i imaju vrlo velik izvor hrane koji pružaju obližnja odlagališta otpada iz San Francisca, San Josea i drugih urbanih područja, sve do područja Sacramenta. Populacija galeba u South Bayu porasla je s manje od 1000 rasplodnih ptica 1982. na više od 33 000 u 2006. Ovaj populacijski procvat rezultirao je velikom lokalnom populacijom galebova koja se oportunistički hrani drugim vrstama, posebice jajima i ptićima drugih ptica. Ozbiljno ugrožene ptice koje dijele isto stanište u South Bayu uključuju Charadrius nivosus i Sternula antillarum browni, dok su manje ugrožene ptice, uključujući Himantopus mexicanus, Recurvirostra americana, Sterna forsteri i Hydroprogne caspia također plijen nenormalno velikih jata kanadskih galebova. U tijeku su napori da se smanji stanište ove vrste i pronađu drugi načini za raspršivanje velikog broja galebova. Unatoč svojem imenu, kanadski galeb je državna ptica Utaha.

## Vanjske poveznice
- Patuxent Bird Identification InfoCenter  Arhivirana inačica izvorne stranice od 29. srpnja 2020. (Wayback Machine): California gull information and pictures. Retrieved 2006-09-27
- California Gull Species Account – Cornell Lab of Ornithology
- California Gull at Animal Diversity Web